# Cossypha
Cossypha är ett fågelsläkte i familjen flugsnappare inom ordningen tättingar. Släktet omfattar åtta arter som förekommer i Afrika söder om Sahara:
- Blåskuldrad snårskvätta (C. cyanocampter)
- Höglandssnårskvätta (C. semirufa)
- Vitbrynad snårskvätta (C. heuglini)
- Rosthuvad snårskvätta (C. natalensis)
- Svarthuvad snårskvätta (C. dichroa)
- Vithuvad snårskvätta (C. heinrichi)
- Rostnackad snårskvätta (C. niveicapilla)
- Vitkronad snårskvätta (C. albicapillus)

Tidigare placerades följande arter i Cossypha, men dessa är mer avlägset släkt enligt genetiska studier:
- Kamerunsnårskvätta (Cossyphicula isabellae)
- Albertinesnårskvätta (Dessonornis archeri)
- Sotsnårskvätta (Dessonornis anomala)
- Kapsnårskvätta (Dessonornis caffra)
- Vitstrupig snårskvätta (Dessonornis humeralis)